# NGC 214
NGC 214는 안드로메다자리 북부에 위치한 정상나선은하이며, 지구에서 약 1억 9,400만 광년 떨어져 있다. 1784년 9월 10일, 윌리엄 허셜에 의해 발견되었다.
2005년 7월 19일, 이 은하의 핵에서 서쪽으로 16인치, 북쪽으로 2인치 떨어진 위치에서 규모 17.4의 초신성이 감지되었다. 이는 SN 2005db로 명명되었으며, IIn형 초신성으로 분류되었다. 두 번째 초신성 폭발은, 2006년 8월 30일에 촬영된 이미지에서, 은하 핵에서 서쪽으로 43인치, 남쪽으로 11.3인치 떨어진 지점에서 발견되었다. 규모 17.8에 도달했으며, 이는 SN 2006ep로 명명되었다. Ib/c형 초신성으로 분류되었다.